# Comune di Kangaatsiaq

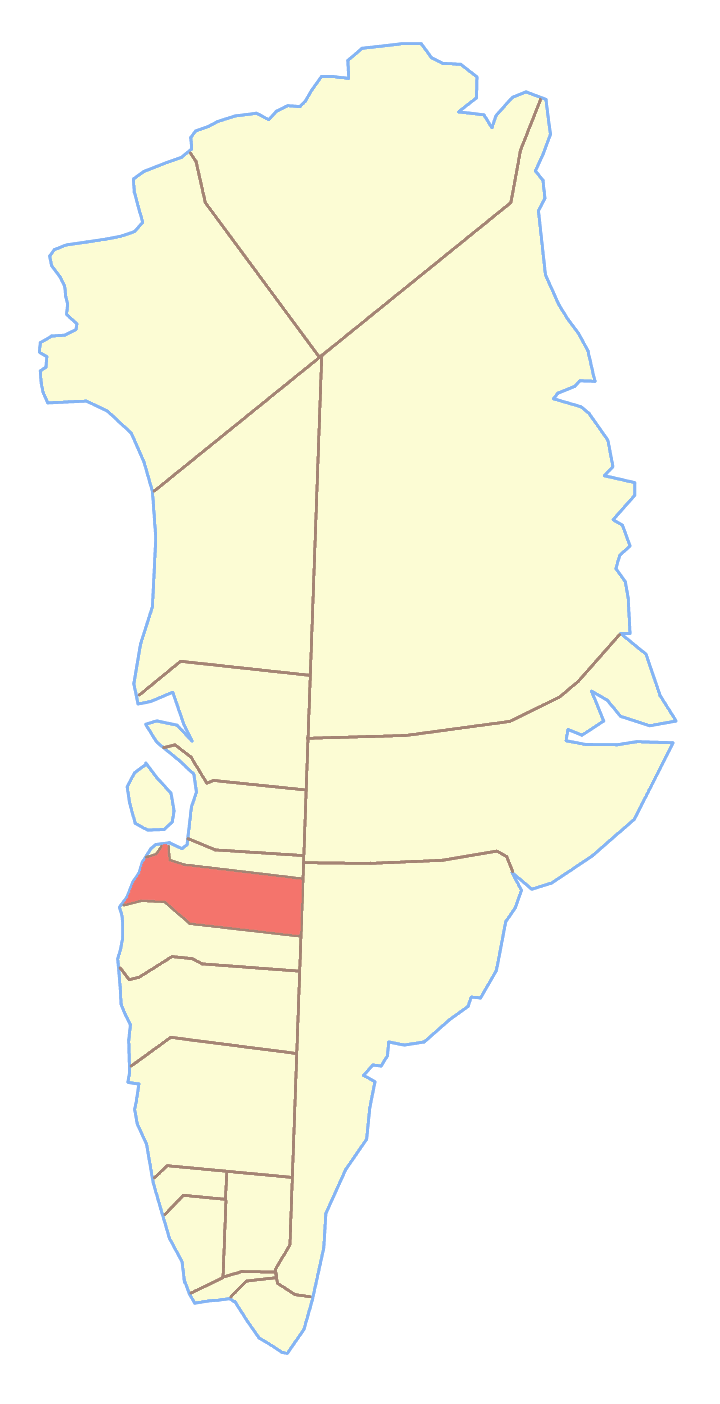
Il comune di Kangaatsiaq nell'ambito della vecchia suddivisione

Il comune di Kangaatsiaq (groenlandese: Kangaatsiap Kommunia; danese: Kangaatsiaq Kommune) fu un comune della Groenlandia dal 1950 al 2008. La sua superficie era di 38.700 km² e la sua popolazione era di 1.480 abitanti (1º gennaio 2005); si trovava nella contea di Kitaa (Groenlandia Occidentale) e il suo capoluogo era Kangaatsiaq.
Il comune fu istituito il 18 novembre 1950, e cessò di esistere il 1º gennaio 2009 dopo la riforma che rivoluzionò il sistema di suddivisione interna della Groenlandia; il comune si fuse insieme ad altri sette (Aasiaat, Qasigiannguit, Ilulissat, Qeqertarsuaq, Uummannaq, Upernavik e Qaanaaq) a formare il comune di Qaasuitsup, soppresso il 1º gennaio 2018 e suddiviso nei due nuovi comuni di Avannaata e Qeqertalik. 
Oltre al capoluogo, altri villaggi si trovavano all'interno di questo comune: Attu, Iginniarfik, Ikerasaarsuk e Niaqornaarsuk.